# Apple Newton

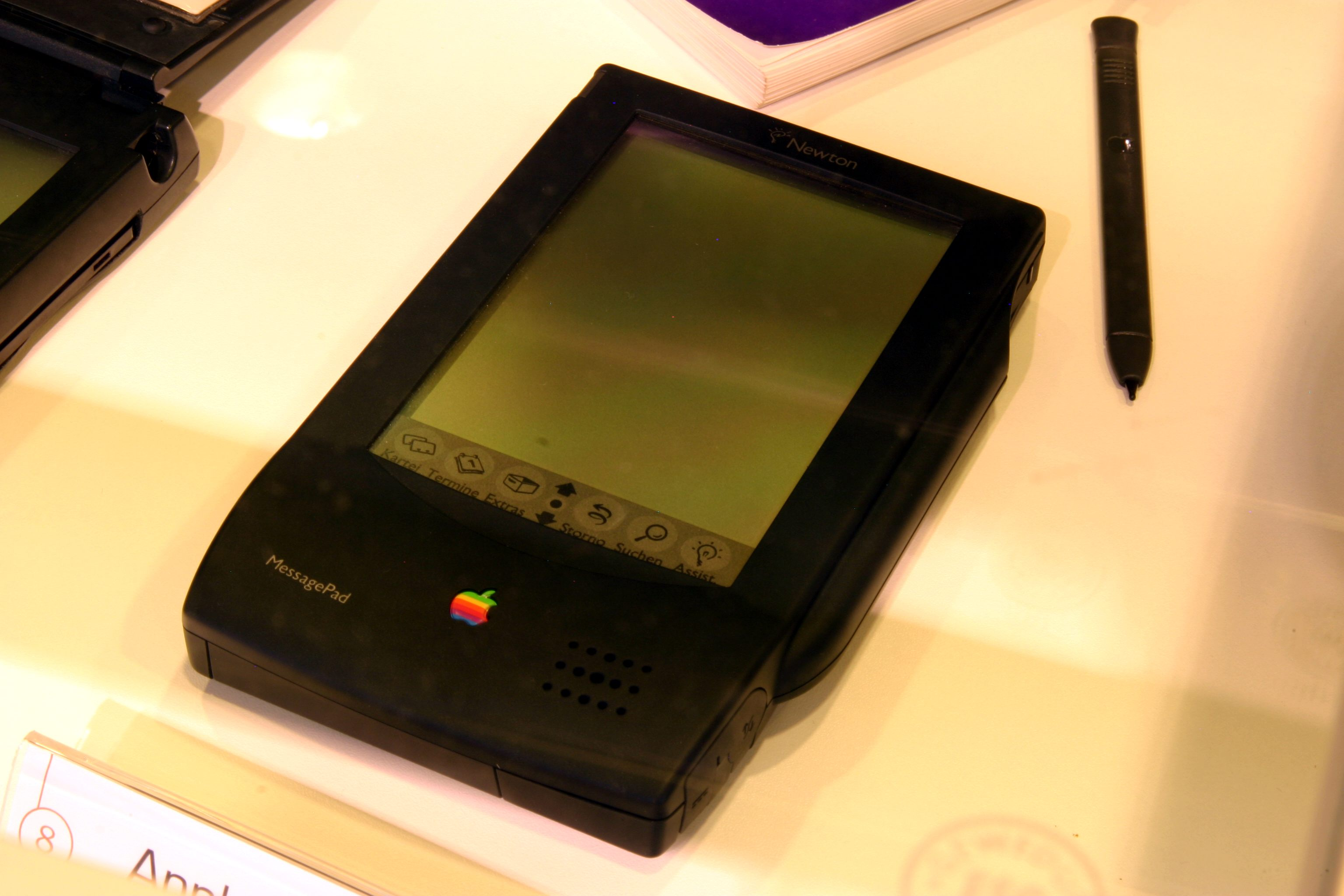
Apple Newton, MessagePad（初代）

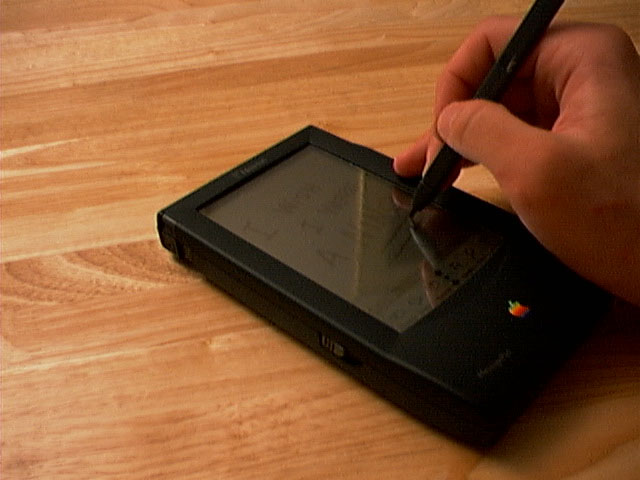
Apple Newton, MessagePad 100

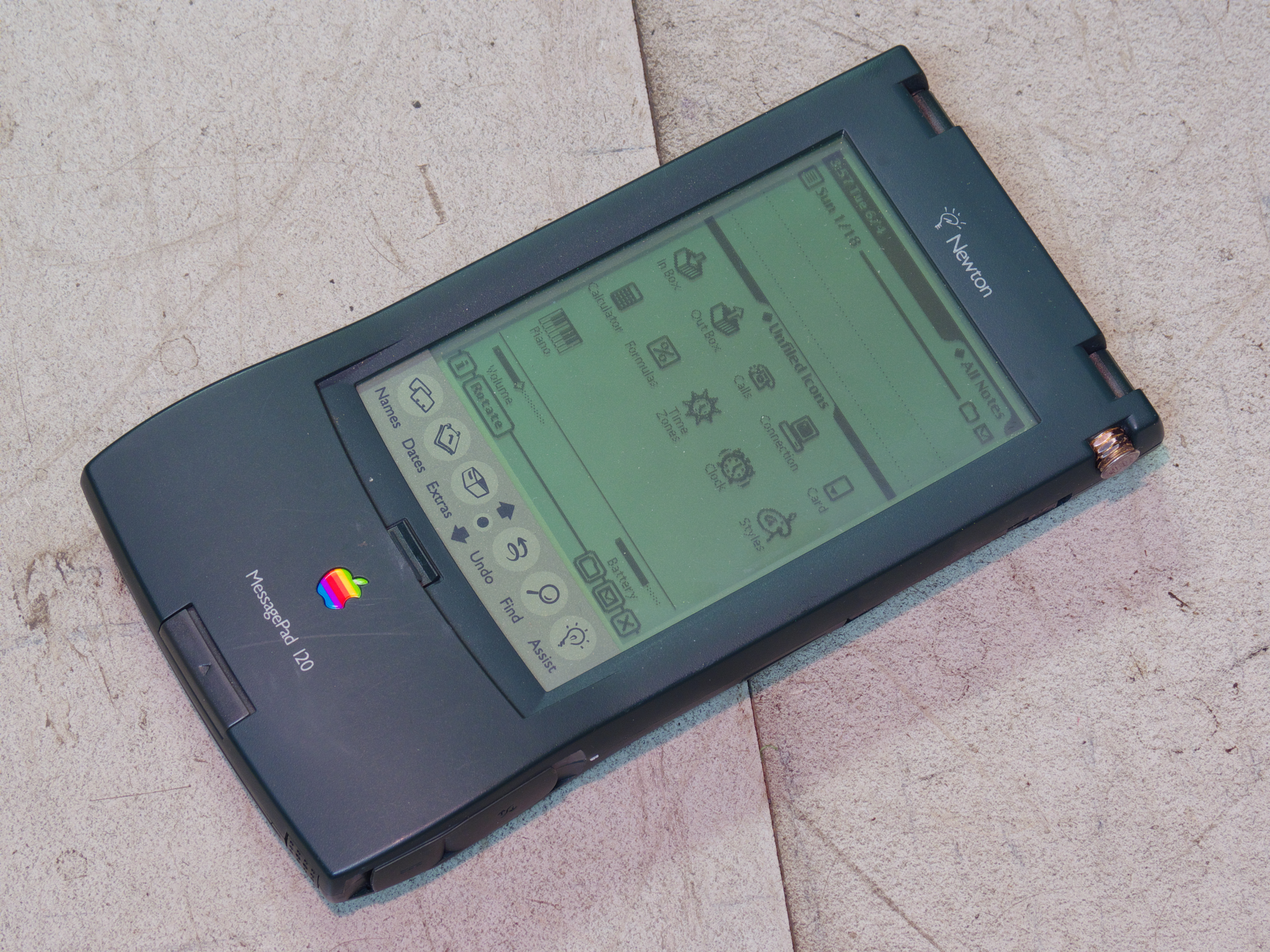
MessagePad 120

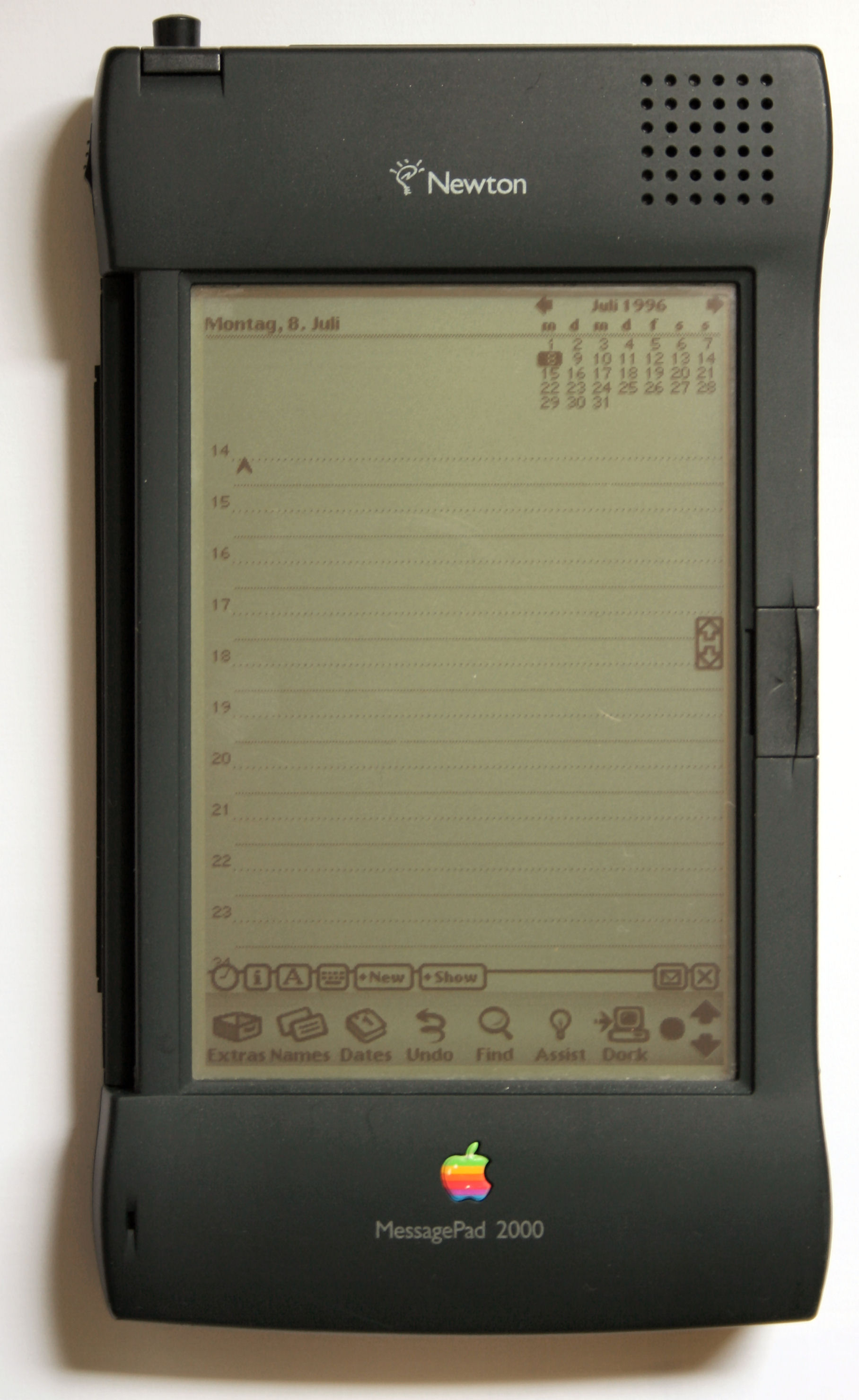
MessagePad 2000

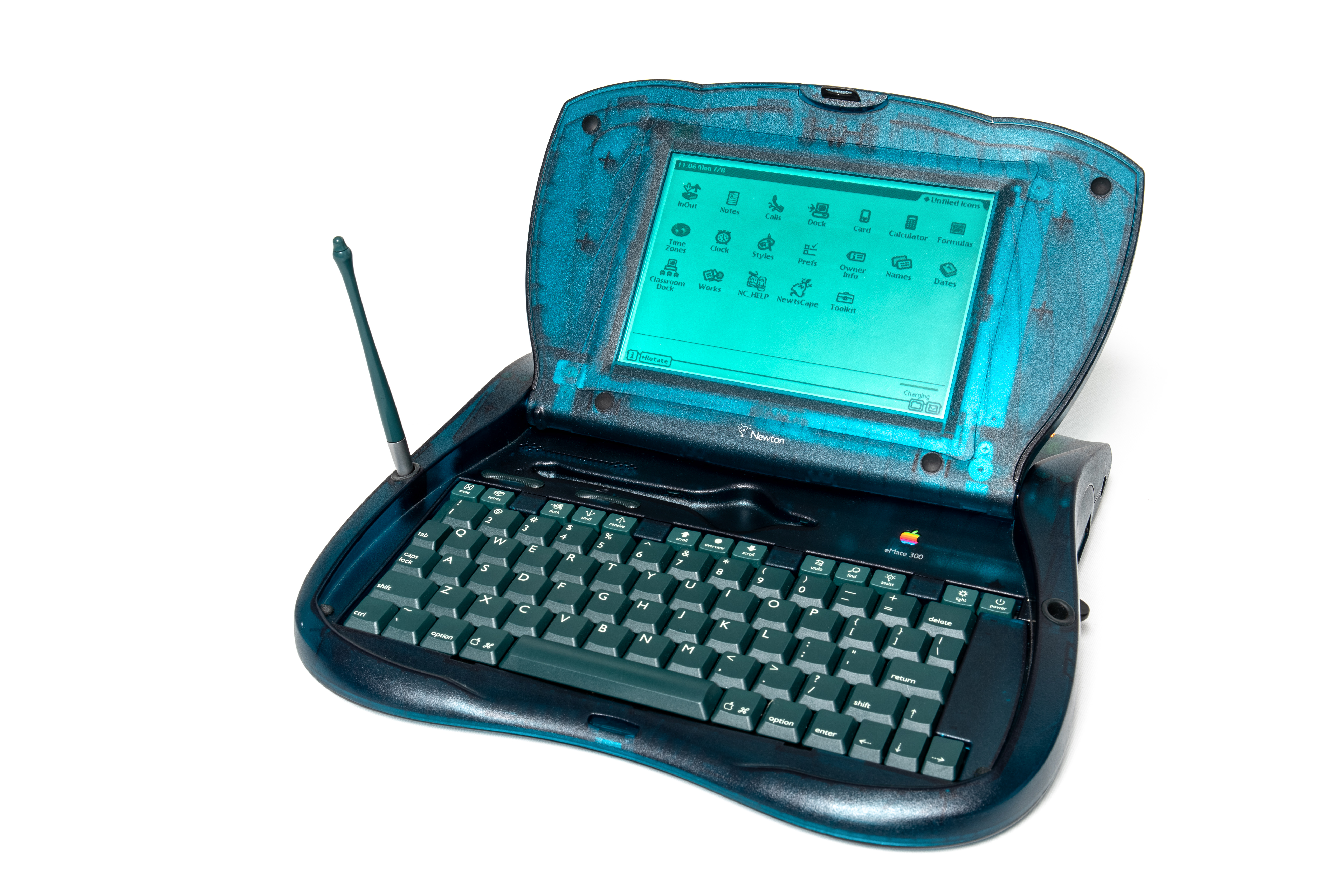
eMate 300

Apple Newton（アップル・ニュートン）は、Appleが1993年から1998年にかけて販売していたPersonal Digital Assistant（PDA, 個人用携帯情報端末）のプラットフォーム。世界初のPDAであり、1992年1月に開催されたCESにて、当時のCEOジョン・スカリーがPDAの定義と共に発表、1993年発売。ARMプロセッサを用い、手書き認識機能を備える。
NewtonシリーズにはMessagePadシリーズ（6機種）およびeMate 300が含まれる。→#Newtonシリーズの各モデル

## 概要
Newtonは初期のPDAプラットフォームであり、MessagePadは手書き認識機能を搭載した最初のPDAである。
手書き認識システムは、ロシアのパラグラフ・インターナショナル社がライセンス供与したCalligrapherと呼ばれるエンジンを用いていた。Newtonは利用者が書く文字を学習し、データベースを用いて利用者が次に何を書こうとしているかを推測した。また文字や図を画面上のどこに書き込んでもよかった（これは後のPalm Pilotで決まった場所に一文字ずつ書き込まなければいけないのと比べると、洗練されたシステムであった）。Newtonは、三角や丸や四角といった単純な図形を認識してきれいに書き直してくれたり、引っ掻く動作で単語を消したり、文章を丸で囲むことで選択したり、簡単な記号を書くことで文章の入力位置を指定できるなど、直感的な手書き入力環境を提供した。
ただし、初代機MessagePadと続くMessagePad 100では、Newtonの手書き認識システムは非常に不正確な認識しかできず、発売当初の販売が減速する要因となった（この不具合はNewton OSのバージョンが2.xxになった段階で改善された）。また手書き文字の高度な学習機能が裏目に出てしまい、店頭デモではかえって認識率が低かったことも販売不振の一因となったといわれている。
その後、Newtonはこの手書き認識システムを互換性のために装備し続けつつも、Newton OSが2.0にバージョンアップした際に新たにコードネームRosettaと呼ばれる活字体文字認識システムを搭載し、このバージョン2.1でRosettaの認識精度は飛躍的に向上し、1998年にAppleがNewtonの開発をやめるまで、その手書き認識技術は進化しつづけた。
"1+2="などの手書き文字を認識して縦横に計算をするシステムも開発中であったが、主要な技術者が去ってしまったために実現には至らなかった。
販売数、評価、レガシー
多額の開発費をかけ、時代を先行く意欲的な製品だった割には、当時の市場の反応はあまり芳しくなく、販売台数は伸びなかった。
だが、熱心なユーザや " 信者 "のようなユーザも生み、1998年にAppleによる正規販売が終了した後に「Newton Source」という店名の非正規のNewton専門店がニューヨークで開店されたり、その後20年ほど使い続ける人もいるほどだった。
Newtonは、20世紀のプラットフォームであり過去のものである。中古市場においては他社のPDA製品よりも高値がついた。2004年時点では、古いハードウェアであるNewton 2000型や2100型は、周辺機器無しで100ドル以上で販売されていた。
Newtonは実際のところ、Appleが後年発売することになるiPhoneや、後の世に登場する数十億台にも及ぶ携帯機器やさまざまな文字認識システムやペンタブレットへと続く道となった。
→#販売、評価、レガシー

## Newtonシリーズの各モデル
- MessagePad 1993年8月 - 1994年3月 NewtonOS1.0-1.1（H1000、OMPと呼ばれる。） ロバート・ブルーナーによるデザイン[5]

Spec
ARM 610 processor 20 MHz
4 MB ROM, 640k SRAM
赤外線通信機能、ADB port、PCカードスロット（PCMCIA規格が制定される前だったので、ハードウエア的には合致しているが、ソフトウエア的にはコンパチビリティが無い（一部のカードは使えた）
- MessagePad 100 1994年3月 - 1995年4月 NewtonOS1.2-1.3

ハードウエア的にはOMPとほとんど一緒。ソフトウエアアップデートがなされ、文字認識は遅延認識ができるようになっている（書いたあとからでもテキスト変換が可能になった）
- MessagePad 110 1994年3月 - 1995年4月 NewtonOS1.3（若干細長くなり、フリップ式カバーと伸縮式のスタイラスがついた）ジョナサン・アイブによるデザイン[6]

CPUは変わらずARM 610 processor 20 MHzのまま。メモリーはSRAMが１MBとなった。
このモデルには限定版で半透明のモデルが存在した。
- MessagePad 120 1994年10月 - 1995年1月 NewtonOS1.3（日本で公式販売開始）[7][8]

CPUは110と同じ、SRAMは１MBと２MBバージョンが存在した。
- MessagePad 130 1996年4月 - 1997年4月 NewtonOS2.0（バックライト搭載。OS2.0搭載）、画面は320 x 240ピクセル、サイズは幅101.6 mm x 高さ203.2 mm x 厚さ29.0 mmで重量480gであった[9]。

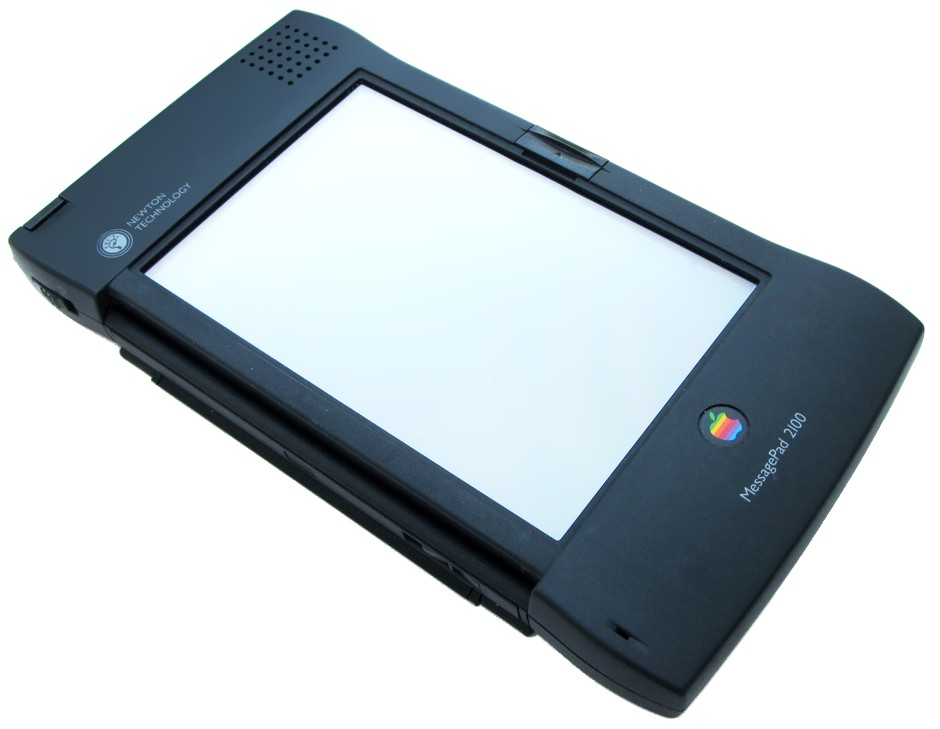
MessagePad 2100

- MessagePad 2000 1996年4月 - 1997年11月 NewtonOS2.1（大幅改良。StrongARMを搭載し大幅に高速化、大形化しPCカードスロット2基搭載）、ディスプレイサイズ129.8mm x 83.2mm、幅118.7mm、高さ210.3mm、厚さ27.5mm、重量640gであった[10]。

ディスプレイ下部のアイコンが液晶表示となり、カスタマイズが可能になった。
- MessagePad 2100 1997年11月 - 1998年2月27日[11] NewtonOS2.1（内蔵RAMを4MBに）[12]

Newton OSは、シャープやモトローラなどのサードパーティーにもライセンス供給され、上記以外のPDA機器にも使われた。ディスプレイ下部のアイコンが液晶表示となり、カスタマイズが可能になった。
通信について。標準の通信方法はADBポートに繋ぐ専用モデムが販売されており、それを利用しての通信が可能であった。
PCMCIAカードを利用しての通信は、Megahertz社のモデムカードにNewtonで使える機種があり、それを使っての通信が可能であった。
- eMate 300　 - 1998年2月27日[11]（バックライト付き大画面を搭載、OS2.1を搭載。ARM7を搭載し若干高速化、キーボードを組み込み）

eMate 300はNewtonシリーズの中では異色であるが、これは1997年に発表された学校向けの機器である。価格は手頃で（当初は教育用途にのみ800ドルで販売された）、教室用で、サイズが大きめ、頑丈（筐体が貝殻型で、腕の高さから固い床に落しても壊れない設計）、480×320ドットの16諧調グレースケール画面、スタイラス（筆記ペン）、フルサイズキーボード、赤外線ポート、Macintoshの標準シリアル/LocalTalk用ポートを装備し、電源は内蔵の充電式電池で、最大28時間稼働可能。取っ手つきで筐体色が透き通った緑ということも異色であった。

## 技術的詳細
Apple Newtonの多くは、個人データ管理のためのアプリケーションソフトをあらかじめ搭載していた。たとえばノート、名簿、カレンダなどのほか、電卓、変換計算機（単位換算、通貨換算など）、タイムゾーン・マップなどである。
Newton OSが後期バージョンの2.xのものでは、上記のアプリケーションは更新され、あらたなアプリケーションが追加された。ワープロ、Newton Internet Enablerなどであり、さらにサードパーティー製アプリケーション（たとえばQuickFigure Works spreadsheet、Pocket Quicken, NetHopperウェブブラウザ、Netstrategy EnRoute e-mailクライアント）も追加された。アプリケーションソフトの多くはデータのインポート/エクスポート機能を備えており、Appleのデスクトップのオフィスのファイル形式やPIM (Personal Information Manager)ファイル形式でデータのやりとりをすることができた。
このほかオペレーティングシステム上でファクシミリや電子メールもサポートされており、これを使うには純正のモデムを8pinコネクター経由で使うか、もしくはMegahertz等のPCMCIAモデムカードが必要だった。
MessagePadは電話番号のダイヤルトーンを内蔵スピーカーで出すことができ、受話器をスピーカーのそばに持ってゆけば電話をかけることができた。また、この方法で電話をかけた場合もそのログが記録され、カレンダーの記録を元に一日の行動を把握することができた。
NewtonのデータはSoupと呼ばれるデータストレージに保存され、格納された一つのデータをあらゆるアプリケーションで利用することが可能であった。そのためユーザーは自分で入力する項目を極力少なくすることができた。ほとんどのデータは「保存」という作業なしで保存されまさに紙のメモに書くような感じで入力できた。
Newtonのアプリケーションソフト開発にはNewtonScriptと呼ばれる、当時先進的だったオブジェクト指向プログラミングのシステムが用いられていて、これはAppleのウォルター・スミス (Walter Smith)  が開発したものだった。NewtonScriptのためのプログラミング環境（Toolbox）は当初は価格が1000ドル以上もし、プログラム開発者たちからは不評であったが、後に無料で利用できるようになった。この開発環境を使いこなすには新しいプログラミング手法の習得が必要であったが、開発環境が無料となったことで、多くのサードパーティー・アプリケーションやシェアウェアアプリケーションがNewtonで使えるようになっていった。
MessagePadのコネクタは、AppleのMacintoshの標準シリアルポート規格同様の、丸いミニDIN 8ピン・コネクタを使っていた。MessagePad 2000と2100は独自の小さいフラットコネクタを備えており、変換ケーブルでつながるようになっていた。さらに、全機種に赤外線通信装置もついていた。（他社のPDAのPalmとは異なり）すべてのMessagePadには標準PCMCIA拡張スロットが装備されていた。（2000型と2100型は二つ装備）ハードウエア的にはPCMCIAのコネクターを持つがソフトウエア的な互換性は低かった、これはPCMCIAの規格が固まる前にリリースをしてしまったためである。これにより、専用のモデムやイーサネット接続環境さえも用意された。IEEE 802.11b無線LANカードや、ATA方式のフラッシュメモリーカード（一般的なコンパクトフラッシュフォーマットを含む）などのためのデバイスドライバがNewton利用者たちによって書かれた。
MessagePadはスクリーンの向きを横長（ランドスケープ状態）でも縦長（ポートレート状態）でも使うことができた。設定を変更すれば簡単に表示内容を90度回転させることができ、どちらでも手書き入力は問題なく動作した。

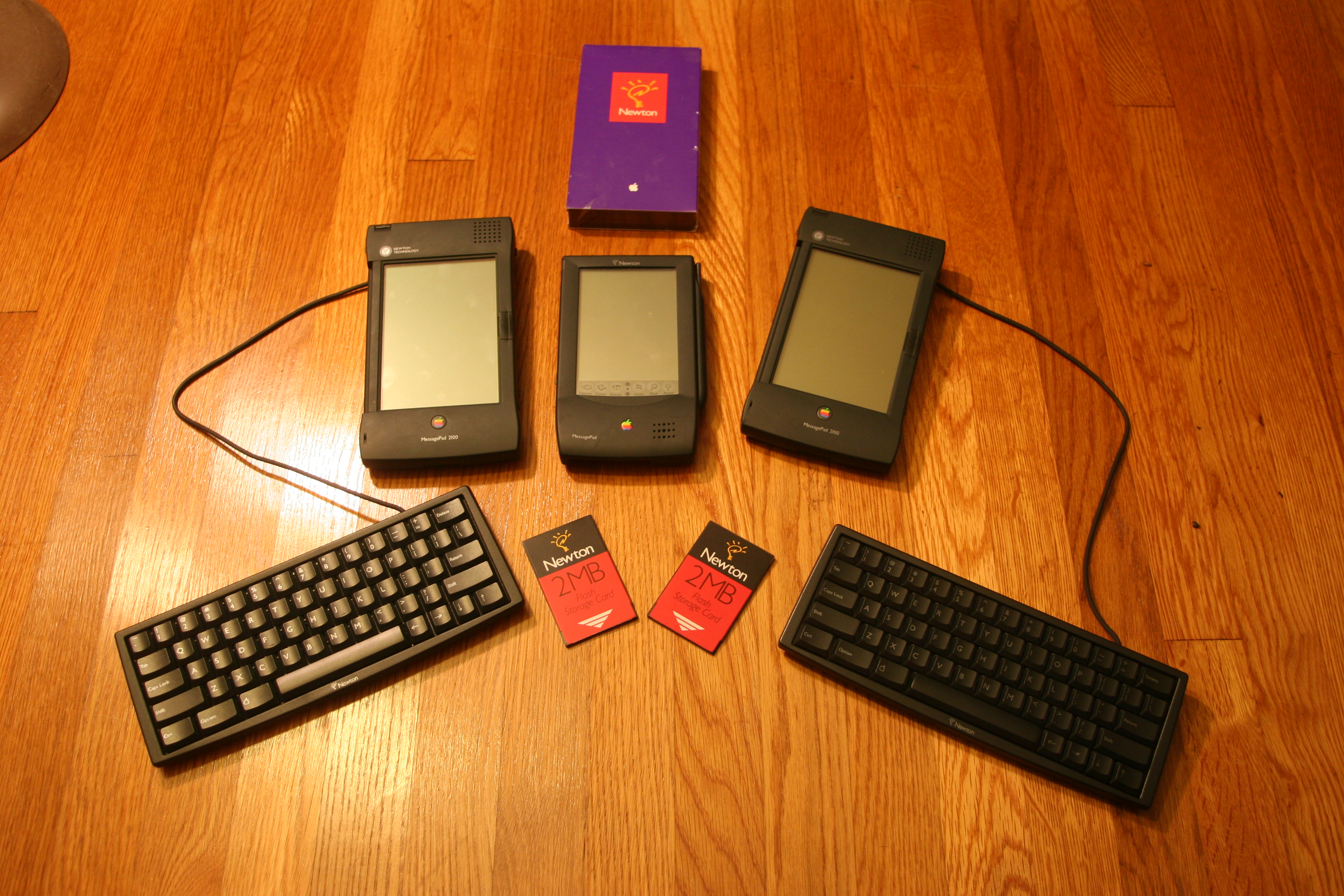
Newtonとキーボード

1xxシリーズではオプションのキーボードがつなげられるようになっており、2x00型でもドングルを使って接続することができた。小さな着脱式のシリアルキーボードがあった。
Newton OS 1.xxからNewton OS 2.0へのアップグレードはROM交換が必要なため、有料であった。
Newtonのハードウェアは1997年発売のMessagePad 2000で劇的に改良された。CPUのクロック周波数は20 MHzから162 MHzへと上げられ、画面は240 x 320から　320 x 480 へと大きくなり16階調表示でバックライト付きとなった。そして写真表示もでき、内蔵スピーカーを使い音楽ファイルの再生もできるようになった。MessagePad 2000で、Newtonはゆっくりとマルチメディア装置になってゆくような状態になった。Newton OSも2.1となり、手書き認識システムも進化した。
Appleやサードパーティーメーカーは、クレジットカードや運転免許証、名刺、現金などとともにMessagePadを安全に持ち運べるケース（袋）を発売していた。これらのケースはMessagePad本体よりもさらに大きく、ポケットに収まるようなものではなかったため、主に衝撃や傷から守るためのものとして用いられることが多かった。

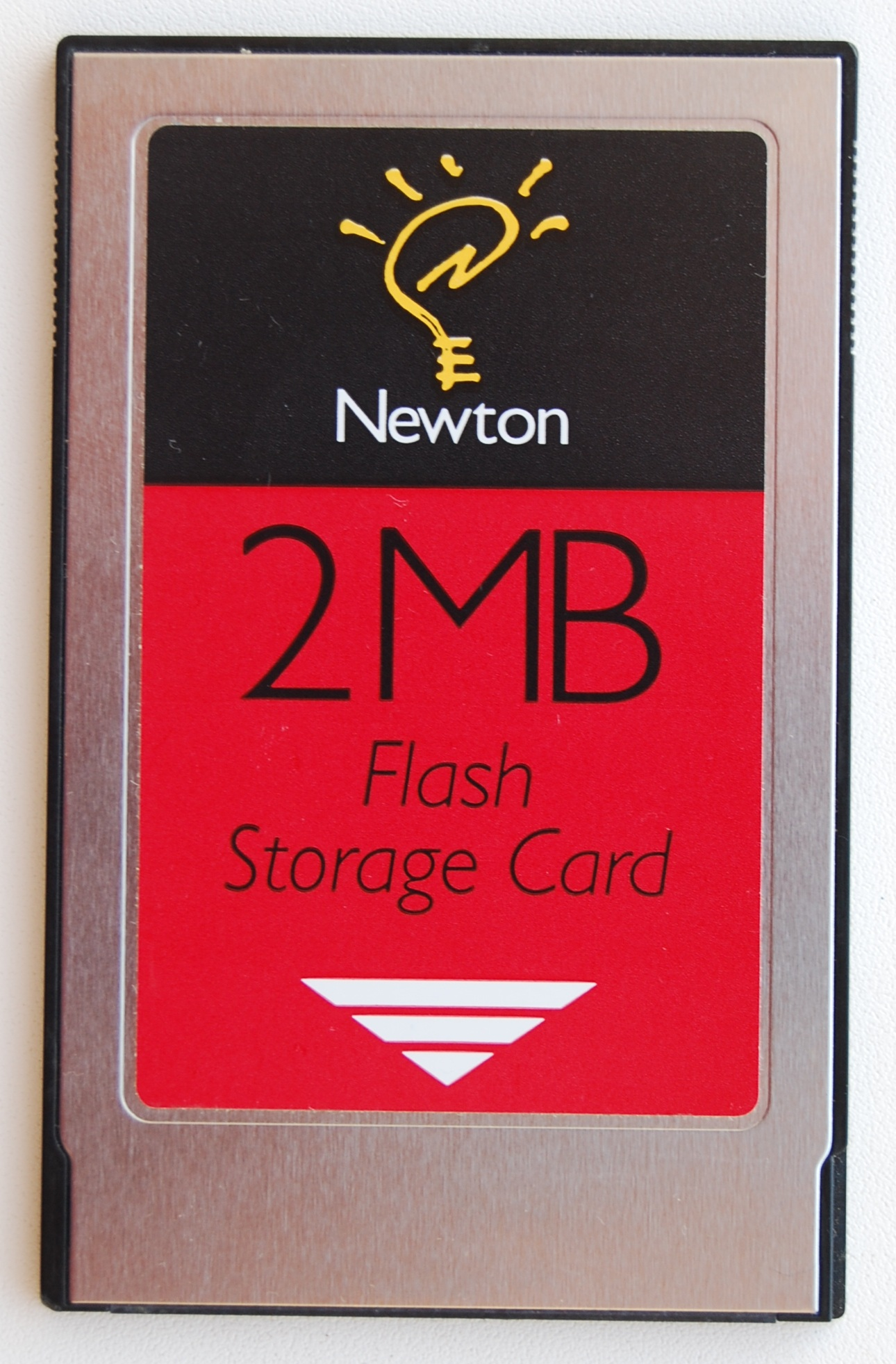
Newton Flash Storage Card 2MB
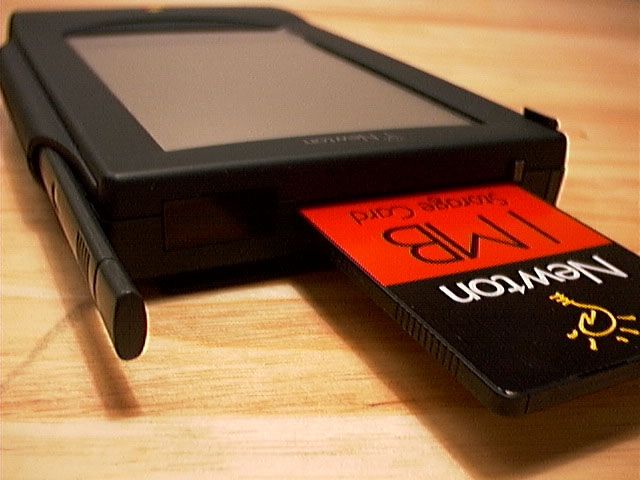
Flash Storage Cardのスロット
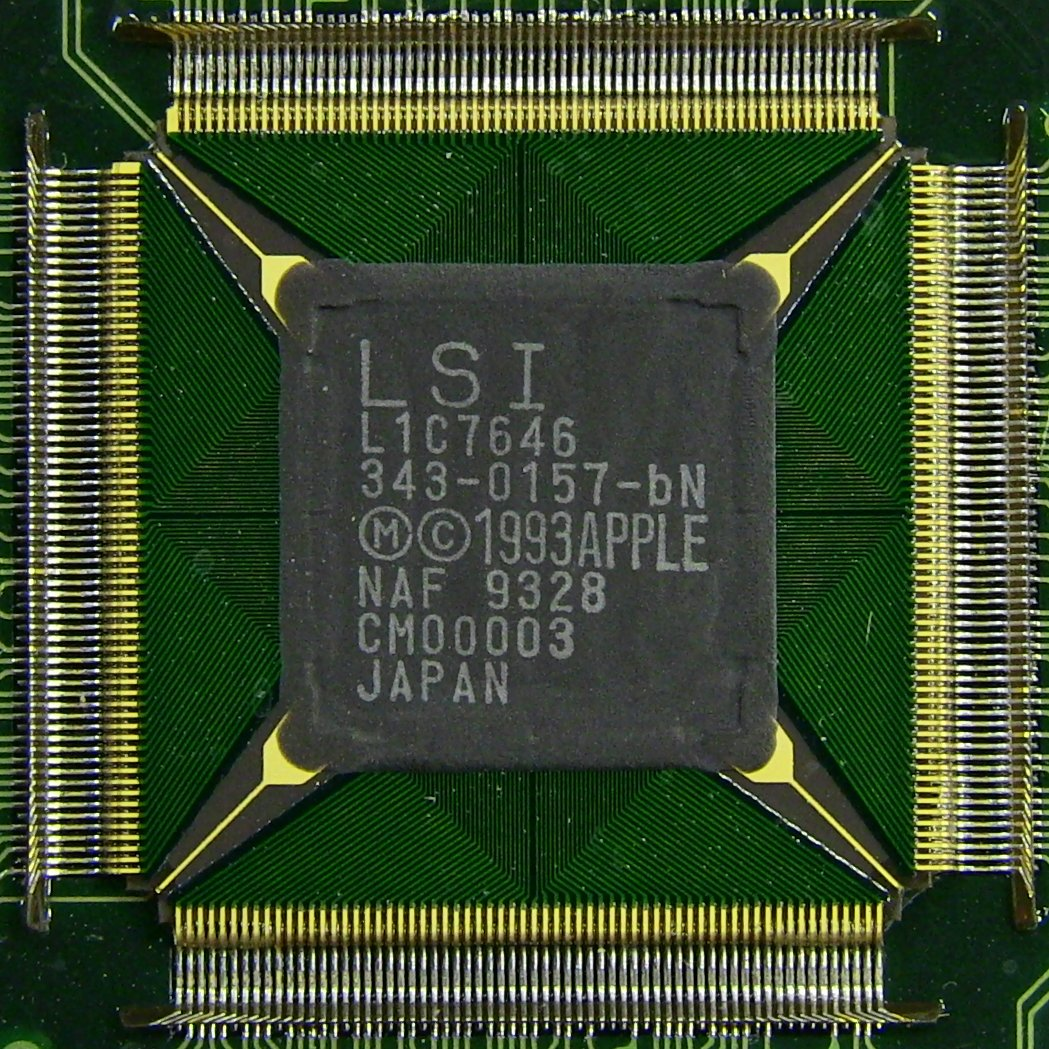
MessagePad H1000のASICチップ

## 歴史

### Newton誕生の背景
もともとAppleの共同設立者であったスティーブ・ジョブズは、（Appleのマーケティングを強化して利益の出せる会社にするために）ジョン・スカリーというマーケティングのグル（指導者）と見なされていた人物をペプシコから引き抜いて1983年にAppleのCEOに据えたが、彼らの関係が破綻してしまい、2年ほどの苦い権力闘争の期間を経て、こともあろうに、引き抜いた側のジョブズがAppleの全てのプロジェクトから追い出された結果、辞表を出して新会社を作るという事態が起きてしまった。Appleに残ったスカリーはコストの削減などを実行したりMacintoshの新モデルを市場に投入するなどしてAppleを利益が出せる会社にすることには一応は成功したものの、ジョブズというヴィジョンを持つApple創立者を失ってしまったことで、まるで " 道に迷った " ような感覚に陥ってしまった。その状況を見て、当時Appleフェローだったアラン・ケイがスカリーのオフィスに怒鳴り込んで「次はもう、我々にはゼロックス社は無いんだぞ！」と警告したほどで、CEOのスカリーはその警告を深刻に受け止めた。
そこでスカリーは1986年に社内チームを編成させ、そのチームにAppleが将来産む可能性があるニュータイプのコンピュータに関する、高度にコンセプト的な映像を2本制作させた。この2本の映像は、一種のプロモーションビデオのようなもので、そこに登場したコンピュータは 一種の “ Knowledge Navigator ” （知のナビゲーター）であり、それは折り畳めるが、タブレットのような装置で、ヒューマノイド的なバーチャルアシスタントが備わっていて、人とコンピュータが音声の命令で相互交流できるものであった。Apple従業員の中にはこのSF的な映像を見て非現実的だと軽蔑した者もいたが、スカリーらはそういう者を解雇するまでして、Apple従業員たちに未来のコンピューティングがどのようなものになるかについて考えさせた。
そのころ、Appleのエンジニアのスティーブ・サコマンはMacintosh II開発の仕事も完了して退屈を感じていた。サコマンは、彼がヒューレット・パッカード社で開発したラップトップPCのような、まるで新天地を開拓するような、そして携帯可能な装置の開発をしたいと望んでいた。サコマンが退屈のあまりAppleを自主退社してしまわないように、Appleの副社長のジャン＝ルイ・ガセーは、サコマンのために彼が夢に描くものを作るための新規プロジェクトを用意した。ところが、サコマンはただのMacintoshのラップトップ版のようなものを作るだけでは満足できなかった。サコマンが夢見ていたのは、タブレットのような装置で、A4サイズ用紙を折り畳んだくらいのサイズで、人間の手書き文字を読める装置だったのである。

### Newton開発史
Newtonは、（同時期にAppleのスピンアウトしたプロジェクトGeneral Magicと違い）そもそもは携帯情報端末（PDA）を目指していたのではなかった。Newtonの開発が行われた時代にはそのような分類（製品カテゴリ）すらなく、「PDA」という用語はジョン・スカリーがNewton開発の後期に作り出したものである。当初Newtonでスティブ・サコマンが目指したものは、パーソナルコンピューティングの完全なる再発明であった。開発の大半の期間は、大きなスクリーンを備え、大量のRAMを搭載し、高機能なオブジェクト指向グラフィックスカーネルを用いて行われた。当初の開発目標の一つに「建築家向けシステム」があった。これは、住宅の机上設計を顧客と行う際に、二次元の設計図を簡単にスケッチし、清書し、修正してゆくことができるというものである。
Newtonの開発の主要な時期（中盤のおよそ1/3くらいの期間）、主要な開発言語は"Dylan"であった。この言語はLISPの一種で、かつ小型で効率的なオブジェクト指向のものである（今日ではわずかにマイナーなコミュニティで用いられるにとどまる）。当時の状況を考慮すると、Dylanには十分な効率性があったが、DylanのせいでNewtonのサイズが巨大なものになってしまうことは受け入れられなかった（また、LISPで開発を行わない人たちにもDylanは受け入れ難いものであった）。Newtonがより小さいサイズになるよう再設計された際、Dylanは「バウハウス・プロジェクト」の「実験項目」に格下げになり、そのうちに捨て去られてしまった。（なお、興味深いことに、Dylanの特徴であるガベージコレクション機能とOSとの密接な結合は、マイクロソフトによるコード管理の革命を10年も先取りしたであろうものである。）
「パーソナルコンピューティングの再発明を行い、現代的なアプリケーションプログラミングをやりなおす」という当初の目標のせいで、当プロジェクトは空転し、這い進むような進行状況になり、おまけにMacintoshの市場を侵食しその売上を食いつぶす恐れすら広がっていった。そのため、Newtonのハードウェアはあらためて「Macintoshの機能を補完する周辺機器」として再設計されることとなった。そしてNewtonのマーケティング担当者がジョン・スカリーを追いつめて、PDA、つまり携帯専用という視点を吹き込んだ。これによりNewtonの歴史は劇的に変貌を遂げた。

## 販売、評価、レガシー
Newton MessagePadは、当時の世の中の技術水準から見ると、斬新で、非常に意欲的な製品であったが、販売数はあまり伸びなかった。発売から3ヶ月で売れたのは50,000台にすぎなかった。（MacWEEK誌のJon Swartzは、MessagePad発売前の1992年7月号の記事で、AppleはMessagePadが最初の1年で100万台売れると予想している、と報告していたので、Apple社にとってMessagePadの売れ行きは落胆ものだったと判断してよい。）
初代機やその次のMessagePad 100は、ファンから（も）製品が本来あるべき姿をもたらすためのベータ版と見なされた。MessagePad 110や120や130になりNewton OSのバージョンが2.0以降になって、文字認識の精度が大幅に改善され、画面も縦横に回転できるようになり、オプションでキーボードが付けられるようになった（この段階で、まともな製品と認められるようになった）。
販売数が伸びなかった理由のひとつは、価格が高めであったことである（MessagePad 2000やMessagePad 2100は当時の価格で1000ドル近くした）。
「PDA」という製品カテゴリはAppleがNewton発表と同時に提唱したわけで、Newtonはその後に世の中に登場する、数十億台にもおよぶ携帯機器に続く「道」の役割を果たした。Newtonのために多数のサードパーティー・アプリケーションが開発され、その中にはPalm社によるGraffitiという、Newtonの文字認識システムよりも簡略化された文字認識・入力アプリケーションがあり、これがNewtonのサードパーティーソフトの中でも特に良く売れたわけだが、このソフトを開発したPalm社が、後年に自社でPDAのハードウェアを開発し販売することになったのである。
Newton MessagePadは世のプロセッサにも大きな影響を与えた。Newton MessagePadに必要な省電力CPUを開発するためにAppleは、スティーブ・サコマンの後継で責任者のラリー・テスラーの発案と奔走により、エイコーン・コンピュータやVLSI社と協力体制をとりつけ、Advanced RISC Machines社を設立した。ARM6アーキテクチャやARM610 CPUを開発しそれがMessagePadに搭載されたわけだが、このAdvanced RISC Machines社が現在皆が知るARM社となり携帯機器用SoCプラットフォームを世界に供給しているわけであり、今日我々の多くが日々使っている携帯機器にはNewtonプロジェクトによって誕生したARMアーキテクチャのプロセッサが搭載されているのである。
Newtonプロジェクトでは、MessagePad以外に試作品も多数誕生した。たとえばNewton Tablet（または"slate"）は、書き込みができる大きな平面スクリーンであった。また、脇に取っ手と操作ボタンを取り付けた「Kids Newton」、動画カメラとスクリーンをフリップ式のカバーに取り付けて双方向通信が可能な「ビデオパッド」、Newtonの後に登場したPalm Pilotによく似た「ミニ2000」、受話器とキーボードを内蔵した「Newton Phone」（シーメンスAG製）などが作られた。
Newtonプロジェクトが解散する前に、その技術は独立会社であるNewton Inc.に移行されたが、数箇月後、スティーブ・ジョブズがApple CEOのギル・アメリオを追い出して会社の実権を取り戻した際、AppleはNewton Inc.を再び吸収し、その技術やノウハウはAppleのものであり続けることになった。（その後、「AppleはNewtonの技術を使うかPalm社と提携して、新しいPDA製品を市場投入するのではないか」と推測する人が後を絶たなかったが、（2000年代に入るまで）Appleはそのような計画は全くないと否定し続けた。AppleがMacintoshブランドのコンピュータ製品に注力し、PDA市場から撤退し携帯機器については発表も発売もしない状態は、2001年のiPodの発売まで続いた。Appleは、業績を回復した後も、Macintoshの携帯型（Macintosh PortableやMacBook）を除けば、携帯コンピュータを発売することは長らくなかった。2004年6月時点でも、AppleCEOのスティーブ・ジョブズは、「Appleは新しい携帯コンピュータ市場参入への圧力をはねのけた」「世界的に見てPDA市場は衰退傾向にあり、需要が十分ではない」などと述べ、Appleは携帯情報機器を開発しない道を選択した、としていた。
なお（推測の域を出ないが）どうやらAppleはNewton OS 2.1の手書き認識システムの一部である活字体文字認識機構をMac OS X v10.2に組み込んだようではあった。Mac OS X v10.2では、スクリーン上で挿入点がある場所に、タブレットに手書きした文字を自由に入力できるようになっている。この機能は「Inkwell（インクウェル)」と呼ばれ、タブレットが接続されていればシステム環境設定に現れて使える。Appleは今のところこの技術を再び携帯機器で使ってはいない（iPhoneの中国語手書き認識機能はInkwellとは異なる）。

### iPod、iPhone、iPadとの関係

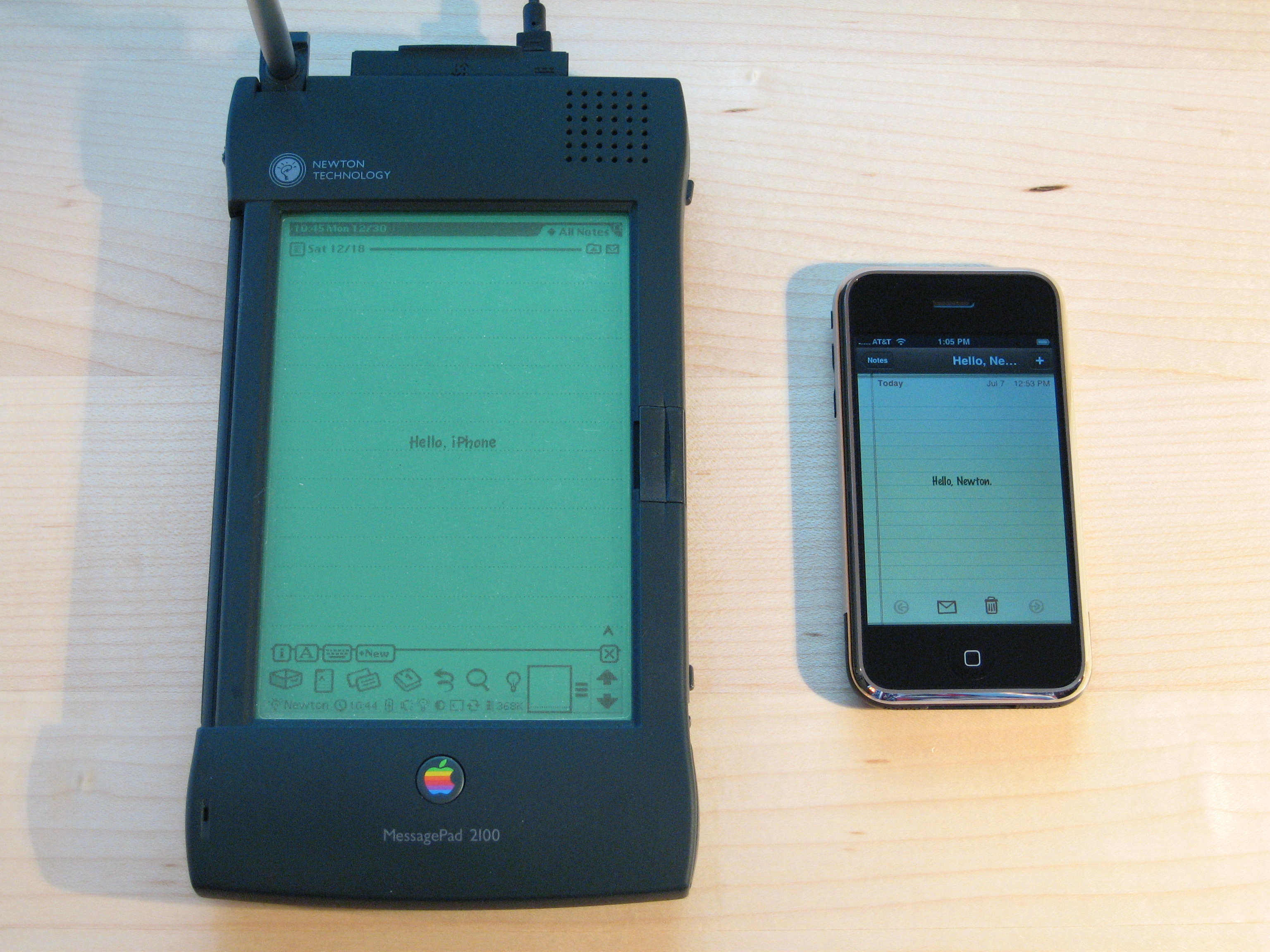
Newton MessagePad 2100) と初代iPhone。両端末の画面解像度（480×320ピクセル） は同じである

その後、状況が変わり、Appleは携帯型の装置を発売し始めた。
2001年に登場した携帯音楽プレーヤーのiPodのOSを作成したPixo社は、AppleでNewton開発に携わっていた技術者ポール・マーサーが作った会社である。
2007年、Appleは新しいARMベースのスマートフォン「iPhone」と、メディアプレイヤー「iPod touch」を発表した。これらはタッチパネルを搭載しインターネット端末の機能があったが、ソフトウェアの追加はできず、PDAとは別の製品であるとされていた。翌年には、App Storeを開設されユーザがソフトウェアを追加できるようになり、汎用のコンピュータとして機能するようになった。iPhoneとiPod touchのOSであるiOSはMac OS Xベースであり、Newtonとは技術的にほぼ関係がないものの、AppleにとってはNewton以来の事実上のPDAへの再参入である。AppleはPDAという言葉こそ使っていないものの、デザインやコンセプト面ではiOSプラットフォームはNewtonの末裔と言えなくもない。なお、iPhoneはTabletPC（マイクロソフトのOSを搭載したタブレット）への対抗として始まったとされるiPad開発プロジェクトから派生したものである。
初代iPhoneデザインには、Newton MessagePadのデザイナのうちUI/UXをグレッグ・クリスティ、筐体をジョナサン・アイブらが関わっているが、エンジニアリングはGeneral Magicで端末開発を担当していたトニー・ファデルらである。

## 登場作品
- 暴走特急 - スティーヴン・セガール演じる主人公がテロリストに占拠された列車内から、自分の職場へ状況伝達のFAX通信（Newton Fax）をする為に登場する。

## 注
1. ↑  “アップルの光と影 iPhone以前に存在した伝説的名機「ニュートン（Newton）」”. MarkeZine. 2021年6月20日閲覧。
2. ↑  McCracken, Harry. “Newton, Reconsidered” (英語). Time. ISSN 0040-781X 2019年4月15日閲覧。
3. 1 2  “アップル、携帯端末「MessagePad 120」のOSアップグレードを開始”. pc.watch.impress.co.jp. 2021年6月23日閲覧。
4. 1 2 3 4 5 6  Adafruit, Matt G, "Apple Newton - A Personal Digital Assistant from 25 years ago"
5. ↑  “Design is fine. History is mine.” (英語). Design is fine. History is mine.. 2021年6月22日閲覧。
6. 1 2  Kahney, Leander. “The Story Behind The First Thing Design God Jony Ive Made For Apple” (英語). Business Insider. 2021年6月22日閲覧。
7. ↑  “アップル、携帯端末「MessagePad 120」のOSアップグレードを開始”. pc.watch.impress.co.jp. 2019年4月12日閲覧。
8. ↑  “MessagePad 120”. web.archive.org (1997年7月7日). 2019年4月12日閲覧。
9. ↑  “MessagePad 130”. web.archive.org (1997年7月7日). 2019年4月12日閲覧。
10. ↑  “MessagePad 2000 Datasheet”. web.archive.org (1997年7月7日). 2019年4月12日閲覧。
11. 1 2  “アップル、Newton OSの新規開発を中止”. web.archive.org (1998年12月2日). 2019年4月12日閲覧。
12. ↑  “MessagePad 2100 Datasheet”. web.archive.org (1998年2月4日). 2019年4月12日閲覧。
13. ↑  “Stylus counsel: The rise and fall of the Apple Newton MessagePad • The Register”. www.theregister.co.uk. 2019年4月13日閲覧。
14. ↑  “NewtonScript”. newtonscript.org. 2019年4月15日閲覧。
15. 1 2 3 4 5 6 7 8 9 10 11 12 13 14 15 16 17 18 19 20  Remembering Apple's Newton, 30 years on
16. 1 2  TIME, Technologizer, Harry McCracken "Newton, Reconsidered."
17. ↑  Honan, Mat (2013年8月5日). “Remembering the Apple Newton’s Prophetic Failure and Lasting Impact” (英語). Wired. ISSN 1059-1028 2019年4月12日閲覧。
18. ↑  Yi, Matthew. “Little-known startup was behind iPod's easy-to-use interface / Firm's founder now working on the latest handhelds” (英語). SFGATE 2024年5月4日閲覧。
19. ↑  Nast, Condé (2004年4月27日). “iPod、生みの親は誰だ？”. WIRED.jp. 2024年5月4日閲覧。
20. ↑  Weinberger, Matt (2017年6月26日). “ジョブズが嫌ったあるMS社員 —— そしてiPhoneは生まれた”. BUSINESS INSIDER JAPAN. 2023年2月9日閲覧。
21. ↑  “初代iPhone発売から10年、アップルはどう変わったのか (1)”. マイナビニュース (2017年7月2日). 2023年2月9日閲覧。
22. ↑  Fried, Ina (2014年4月9日). “iPhone Interface Designer Greg Christie to Leave Apple” (英語). Vox. 2021年6月22日閲覧。
23. ↑  “TechCrunch – Startup and Technology News” (英語). TechCrunch. 2021年6月22日閲覧。
24. ↑  “'Sweating bullets' - The inside story of the first iPhone” (英語). BBC News. (2017年1月9日) 2021年6月22日閲覧。

1. ↑  日本ではPHSが普及し始めていて、なぜかASTEL社がPHS通信カードにNEWTON用のドライバーを提供して、ワイヤレスモバイル通信が可能になった。
日本での普及
イケショップがOMPとキャリングバッグとセットでお茶の子セットを29800円で販売。
エヌフォーがNewton向け日本語FEP、UniFEPを発売
2. ↑  「ゼロックス社からMacintoshのアイディアを頂けたような、幸運なことは2度と起きないんだぞ！」という意味の言葉